# Habenaria ichneumonea
Habenaria ichneumonea är en orkidéart som först beskrevs av Olof Swartz, och fick sitt nu gällande namn av John Lindley. Habenaria ichneumonea ingår i släktet Habenaria och familjen orkidéer. Inga underarter finns listade i Catalogue of Life.